# The Higher Law (film 1914 Giblyn)
The Higher Law è un cortometraggio muto del 1914 diretto da Charles Giblyn.
Quell'anno, in febbraio, era uscito un altro The Higher Law dalla storia totalmente diversa.

## Produzione
Il film fu prodotto da Joseph De Grasse per la Bison Motion Pictures (con il nome 101-Bison).

## Distribuzione
Distribuito dalla Universal Film Manufacturing Company, il film - un cortometraggio in due bobine - uscì nelle sale cinematografiche statunitensi il 19 settembre 1914.